# Mlynica
Mlynica es un municipio del distrito de Poprad en la región de Prešov, Eslovaquia, con una población estimada a final del año 2024 de 815 habitantes.
Se encuentra ubicado al oeste de la región, cerca del río Poprad (cuenca hidrográfica del río Vístula) y de la frontera con la región de Žilina.

## Demografía
| Año        | 1994 | 2004     | 2014     | 2024     |
| ---------- | ---- | -------- | -------- | -------- |
| Población  | 279  | 383      | 472      | 815      |
| Diferencia |      | +37,27 % | +23,23 % | +72,66 % |

| Año        | 2023 | 2024    |
| ---------- | ---- | ------- |
| Población  | 768  | 815     |
| Diferencia |      | +6,11 % |